# Pedro Inguanzo Rivero
Pedro (d ) Inguanzo y Rivero ou Ribero (Vibaño, Llanes, 22 de dezembro de 1764 - Toledo, 30 de janeiro de 1836) foi um eclesiástico espanhol, Bispo de Zamora e Arcebispo de Toledo. Ele também foi proclamado cardeal pelo Papa Leão XII.

## Biografia
Ele nasceu no Palacio de la Herrería de Vibaño, no município de Llanes , filho de Antonio José de Inguanzo Posada e María Teresa Rivero y Valdés, de uma família antiga e rica. Iniciou seus estudos com os beneditinos de Celorio, em Llanes, e depois estudou Filosofia e Artes no convento de San Pablo em Palencia; passou cinco anos entre 1775 e 1780. Mais tarde foi para Sevilha quando o arcebispo Alonso Marcos de Llanes, de quem era parente, chamou-o para ser seu secretário em 1785. Nessa universidade obteve o doutorado e conquistou a cadeira de direito canônico por concurso. Obteve por oposição em 1792 o título de canonista doutoral na catedral de Oviedo e em 1797 foi para Madrid.
Como era costume dos grandes clérigos de seu tempo, participou da vida pública e política. Conservador ferrenho, foi inimigo declarado do ministro da Justiça de Carlos IV entre novembro de 1797 e agosto de 1798, o ilustrado Jovellanos.
Regressou à sua terra em 1798 para ocupar o cargo de governador eclesiástico da diocese. A Junta Superior do Principado criada em 1808 para combater a Guerra da Independência, confiou-lhe os assuntos da Graça e da Justiça em 1809. Eleito Deputado pelas Astúrias pelas Cortes de Cádiz 1810-1813 para o procedimento das províncias ocupadas pelos franceses, em sua atividade pública representou as ideias mais conservadoras, por exemplo, manifestando-se contra a abolição da Inquisição. Ele fazia parte do grupo chamado monarquista, formado a maioria por eclesiásticos como ele. Ele não era um orador prolífico; falou para as câmeras apenas 18 vezes, embora todos os seus discursos fossem importantes e importantes. Sua estratégia era reservar-se para os grandes debates, nos quais brilhava em boa altura nas polêmicas com os liberais. Segundo José Manuel Cuenca Toribio, foi o último primaz do Antigo Regime :
Inguanzo foi talvez o orador parlamentar mais destacado da primeira metade do século XIX antes de Castelar, e a vastidão de seu conhecimento e a coragem e precisão de sua escrita chamam a atenção de qualquer um de seus leitores
Félix Mejía , autor que se esconde atrás de Carlos Le Brun, editor dos Retratos Políticos da Revolução na Espanha (Filadélfia, 1826), assim o retrata:
É necessário confessar que este foi o primeiro orador das Cortes Constituintes; Suas opiniões não eram muito liberais, porque ele era um cônego e também não se pode saber o que ele expressava, mas também não o que ele tinha. Ele pegava as falas dos outros na hora e improvisava respostas com habilidade e com aquele ar de verdade a que a mentira é suscetível quando você não quer persuadi-los, mas esconder seu interesse por eles . 
Tradicionalista ferrenho, ele expressou sua admiração pelo Parlamento inglês, embora apenas pela ideia de que o alto clero pudesse assumir funções políticas no Estado. Também na religião, opôs-se a todas as reformas aprovadas pelas Cortes, vendo nelas uma conspiração de filósofos, teólogos heréticos e políticos revolucionários cujo objetivo era destruir a Igreja por ser o mais forte sustentáculo da tradição. Para Inguanzo, a Igreja não só devia ser autônoma do poder político, mas também guiar seus passos. A razão do mal estaria no Iluminismo e na abertura preconizada por ministros como Campomanes ou Jovellanos.
Foi nomeado bispo de Zamora em 1814 e promovido a arcebispo de Toledo em 1824. O Papa Leão XII fez dele cardeal no consistório de 20 de dezembro de 1824. Quase imediatamente foi nomeado acadêmico honorário da Real Academia de História e obteve as dignidades de Conselheiro de Estado e a grande cruz de Carlos III. Participou do conclave de 1829 em que Pio VIII foi eleito novo pontífice e também no do Conclave de 1830-1831 em que foi eleito Gregório XVI.
Após a morte de Fernando VII em 1833, a regente María Cristina de Borbón teve que contar com governos liberais para vencer a Primeira Guerra Carlista contra Carlos María Isidro de Borbón e os governos liberais confrontaram abertamente a Igreja Católica, exigindo também que Inguanzo prestasse juramento de lealdade à Rainha Elizabeth II; ele inicialmente recusou e em 1836 o arcebispo morreu em Toledo, excluído da vida pública por suas ideias políticas e retirado do mundo. Após sua morte, e devido ao confronto entre sucessivos governos liberais e a igreja, a vaga não foi preenchida até 1847. Seu retrato foi pintado por Vicente López (1772-1850) e seu busto de bronze, feito por Delfina Cristina Carreño (1924-1991) de Gijón, está localizado na Plaza de Cristo Rey em Llanes. 